# Osamu Henry Iyoha
Osamu Henry Iyoha (イヨハ 理 ヘンリー Iyoha Osamu Henry?, Aichi, 23 de junio de 1998) es un futbolista japonés que juega como defensa en el Sanfrecce Hiroshima.

## Trayectoria

### Clubes
| Club                         | País  | Año       |
| ---------------------------- | ----- | --------- |
| Sanfrecce Hiroshima          | Japón | 2017-     |
| FC Gifu (cedido)             | Japón | 2018-2020 |
| Kagoshima United FC (cedido) | Japón | 2021      |
| Roasso Kumamoto (cedido)     | Japón | 2022      |
| Kyoto Sanga F. C. (cedido)   | Japón | 2023      |

## Palmarés

### Títulos nacionales
| Título             | Club                | País  | Año  |
| ------------------ | ------------------- | ----- | ---- |
| Supercopa de Japón | Sanfrecce Hiroshima | Japón | 2025 |